# Pokémon Sun och Moon
Pokémon Sun och Pokémon Moon är två spel i Pokémon-serien till Nintendo 3DS. Spelen släpptes internationellt 18 november 2016 och i Europa 23 november 2016.